# Qauqaut
I Qauqaut (caratteri cinesi: 猴猴族) sono un popolo di aborigeni taiwanesi, che risiedono principalmente nella contea taiwanese di Yilan, in special modo nella città di Su-ao. Secondo l'antropologo giapponese Inō Kanori, il popolo Qauqaut fu assimilato da quello dei Kavalan.